# Jacek Kuźmak
Jacek Kuźmak (ur. 1957 w Jędrzejowie) – profesor doktor habilitowany nauk weterynaryjnych, specjalność biochemia. 
Był wicedyrektorem ds. naukowych Państwowego Instytutu Weterynaryjnego - Państwowego Instytutu Badawczego w Puławach. Jest kierownikiem Zakładu Biochemii PIW. Tytuł profesora otrzymał w 2004 roku.
Odznaczony Złotym Krzyżem Zasługi (2015).